# Rhegmoclema bifurcatum
Rhegmoclema bifurcatum är en tvåvingeart som beskrevs av Cook 1971. Rhegmoclema bifurcatum ingår i släktet Rhegmoclema och familjen dyngmyggor. Inga underarter finns listade i Catalogue of Life.